# Sharktopus vs. Pteracuda – Kampf der Urzeitgiganten
Sharktopus vs. Pteracuda – Kampf der Urzeitgiganten (Originaltitel: Sharktopus vs. Pteracuda) ist ein US-amerikanischer Science-Fiction-Fernsehfilm mit Splatter-Elementen aus dem Jahr 2014. Der mäßig bis schwach bewertete Streifen stellt den direkten Nachfolger des 2010 erschienenen Sharktopus sowie den zweiten Teil der Sharktopus-Reihe dar. Unter der Regie von Kevin O’Neill wurde der Low-Budget-Film in der Dominikanischen Republik gedreht und am 2. August 2014 in den USA bei Syfy erstausgestrahlt; die Veröffentlichung in Deutschland erfolgte am 20. November 2015 auf DVD und Blu-ray. 2015 folgte Sharktopus vs. Whalewolf.

## Handlung
Nach einem Rückblick in den Vorgänger-Film Sharktopus, in dem der Tod der Kreatur gezeigt wird, sieht man, wie deren Überreste ins Meer gespült werden, darunter jedoch auch ein Nachwuchs-Exemplar, das von der Meeresbiologin Lorena gefunden und daraufhin in einem Marine-Aquarium aufgezogen wird. Nicht weit entfernt, hat Dr. Rico Symes im Auftrag des Militärs ein Geschöpf entwickelt, das eine Kreuzung aus Flugsaurier (Pteranodon) und Barrakuda darstellt. Als die fertiggestellte „Schöpfung“ einen ersten Test unter freiem Himmel absolvieren soll, verliert Dr. Symes allerdings die Kontrolle über das Wesen, das nun eigenen Zielen, nämlich der Jagd nach arglosen Zivilisten, nachgeht. Kurz darauf stellt sich heraus, dass eine Terrororganisation für den Kontrollverlust verantwortlich ist, da sie den „Pteracuda“ heimlich manipuliert hat. Da die nachfolgenden menschlichen Bestrebungen, der fliegenden Bestie Herr zu werden, fehlschlagen, wird der mittlerweile ausgewachsene Sharktopus-Sprössling freigelassen, um sich seines Monster-Widersachers anzunehmen …

## Rezeption
Die Kritiken für Sharktopus vs. Pteracuda – Kampf der Urzeitgiganten fielen sehr unterschiedlich aus, siedelten sich aber meist im Bereich der schwachen Bewertungen an. Die Kritiker nahmen dabei Rücksicht auf den gewollten „Trash-Faktor“ des Films. So spricht kino.de beispielsweise von „viel Action und Splatter-Slapstick“ und nennt den Streifen „insgesamt zielgruppengerecht“.

„‚Sharktopus vs. Pteracuda‘ ist der neueste Beitrag zu einem rätselhaften Genre, das eigentlich kein Mensch braucht [und] sklavisch an seinem Strickmuster kleben bleibt. […] Wer [von derartigen Filmen] … nicht genug … kriegen kann, wird dank hohem Tempo, ordentlich Geschmadder und einer recht kompetenten Hauptdarstellerin auch mit ‚Sharktopus vs. Pteracuda‘ auf seine Kosten kommen.“

„… nicht mit herkömmlichen filmischen Maßstäben zu messen. Es ist eben klar umrissener Tierhorror-Trash … Der Fan weiß exakt, was er bekommt. […] Einfach … überaus unterhaltsam und qualitativ in den oberen Regionen dieser gar sonderbaren Filmgattung anzusiedeln.“

Die Programmzeitschrift TV Spielfilm gibt einen symbolischen „Daumen nach unten“ und bemängelt, dass „dem rabiaten Monsterbash die Selbstironie von Sharktopus [fehle]“.